# Tony Crook
Thomas Anthony Donald Crook, detto Tony (Manchester, 16 febbraio 1920 – Bristol, 21 gennaio 2014), è stato un pilota automobilistico britannico.
Partecipò ai due Gran Premi di Gran Bretagna delle edizioni 1952 e 1953. Prese parte anche a diverse gare non valevoli per il Campionato Mondiale.
Nel 1960 rilevò l'azienda Bristol Cars, che controllò fino al 2001.

## Risultati in Formula 1
| 1952 | Scuderia       | Vettura         |  |  |  |  |    |  |  |  |  | Punti | Pos. |
| ---- | -------------- | --------------- |  |  |  |  | -- |  |  |  |  | ----- | ---- |
| 1952 | Pilota privato | Frazer Nash 421 |  |  |  |  | 21 |  |  |  |  | 0     |      |

| 1953 | Scuderia       | Vettura    |  |  |  |  |  |     |  |  |  | Punti | Pos. |
| ---- | -------------- | ---------- |  |  |  |  |  | --- |  |  |  | ----- | ---- |
| 1953 | Pilota privato | Cooper T20 |  |  |  |  |  | Rit |  |  |  | 0     |      |

| Legenda | 1º posto     | 2º posto | 3º posto    | A punti         | Senza punti/Non class.  | Grassetto – Pole position Corsivo – Giro più veloce |
| Legenda | Squalificato | Ritirato | Non partito | Non qualificato | Solo prove/Terzo pilota | Grassetto – Pole position Corsivo – Giro più veloce |